# Навкратисское викариатство
Навкратисское (Навкратидское) викариатство — титулярная епархия Александрийской православной церкви.
Епархия в древнегреческой колонии Навкратис на западе дельты Нила, на его Канопском рукаве около современных поселений Ком-Гиейф, Эль-Нибейра и Эль-Никраш, предположительно возникла в конце II века во время святительства Димитрия Александрийского.

## Епископы
древняя епархия
- Исаия (упом. 458—459)[2]

титулярная епархия
- Феодор (Нанкьяма) (22 декабря 1972 — 28 ноября 1994)
- Кирилл (Икономопулос) (14 марта 2003 — 18 ноября 2012)
- Мелетий (Куманис) (5 декабря 2014 — 17 ноября 2016)
- Наркисс (Гаммох) (9 октября 2019 — 12 января 2022)
- Пантелеимон (Арафимос) (с 12 января 2022)